# Równowaga dynamiczna
Równowaga dynamiczna jest rodzajem stanu równowagi pomiędzy siłami, zjawiskami lub procesami (fizycznymi, chemicznymi, społecznymi, biologicznymi, doboru naturalnego itp.), w której:
- w stanie równowagi siły są sobie równe – ich wypadkowa równa jest zeru:
  - satelita, księżyc lub planeta na orbicie (fizyka)
- w stanie równowagi szybkości procesów są sobie równe – ich wypadkowa równa jest zeru:
  - np. równowaga chemiczna (chemia)

Szczególną cechą równowagi dynamicznej jest to, że dla układu w stanie równowagi z reguły zmiana parametrów (w pewnych granicach – zależnie od charakteru zjawiska) prowadzi do ilościowej (a nie jakościowej) zmiany stanu równowagi, ale w mniejszym stopniu niż by to wynikało z samej zmiany takiej jak ją wprowadzono – oznacza to reakcję na zmianę opisywaną w chemii przez regułę przekory, albo jako sprzężenie zwrotne ujemne. 
Układy dynamiczne mają z reguły ograniczoną odporność na zewnętrznie spowodowane zmiany i po przekroczeniu pewnych granic zmian parametrów układ może zmienić się gwałtowniej przechodząc zmianę jakościową w wyniku czego mamy do czynienia z zupełnie innym stanem równowagi. Ściślej, mówimy, że układ jest w stanie równowagi chwiejnej, gdy wystarczy niewielka zmiana do wyprowadzenia go ze stanu równowagi (odpowiada to maksimum energii), obojętnej, gdy niewielka zmiana powoduje niewielką zmianę stanu układu, ale nadal jest to stan równowagi (energia stała na otoczeniu), trwałej lub metatrwałej gdy po dokonaniu niewielkiej zmiany układ powraca do stanu początkowego (odpowiednio globalne i lokalne minimum energii).
Np. w chemii tzw. układ buforowy składający się ze słabego kwasu oraz jego soli z mocną zasadą charakteryzuje się tzw. pojemnością buforową co oznacza słabą reakcję (niewielkie zmiany pH) na dodawanie kwasu lub zasady. 
- Jeżeli dodamy za dużo mocnej zasady, wówczas zobojętnimy cały wolny kwas – pH zmieni się bardzo silnie i pH układu będzie określane praktycznie przez nadmiar zasady, a więc będzie to równowaga inna jakościowo niż na początku.
- Jeżeli dodamy za dużo mocnego kwasu, wówczas przereaguje cała sól – zostanie słaby kwas i nadmiar mocnego kwasu – pH zmieni się bardzo silnie i pH układu będzie określane praktycznie przez nadmiar mocnego kwasu, a więc znów będzie to równowaga inna jakościowo niż na początku.